# M102 105mm榴弾砲

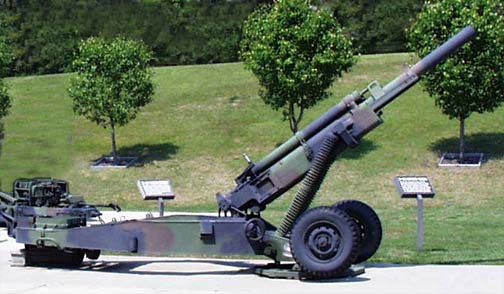
ノースカロライナ州フォートブラッグ駐屯地に展示されているM102榴弾砲

M102 105mm榴弾砲（M102 105mm Howitzer）は、アメリカ合衆国の榴弾砲である。

## 概要

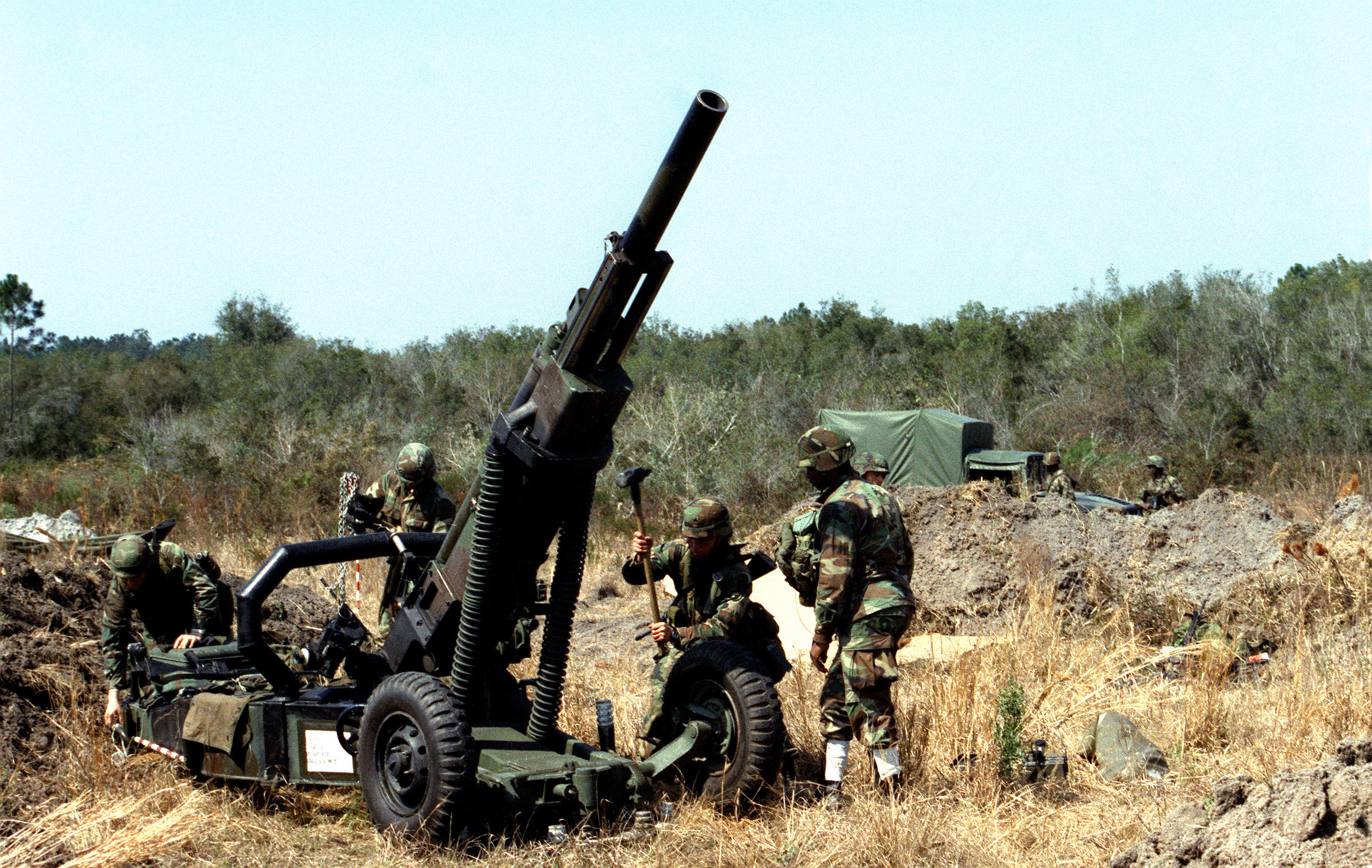
砲撃準備中のM102榴弾砲
ターンテーブルの穴に合わせて地面に杭を打ち込み、砲を固定する

M102榴弾砲は、第二次世界大戦および朝鮮戦争において広く使用されていたM101榴弾砲の後継として開発され、1964年にアメリカ陸軍に制式採用された。
M102榴弾砲の砲架はアルミニウム合金製であり、砲全体の重量は約1.3t程度に抑えられている。これは、前任のM101榴弾砲（約2.2t）や後任のM119榴弾砲（2.0t）よりも1t近く軽量であり、同時期にイギリスおよびイギリス連邦各国が採用したイタリア、オート・メラーラ製のM56（L5） パックハウザー（約1.2t）にも匹敵する。ただし、M56は、元々イタリア陸軍の山岳部隊「アルピーニ」向けに設計されているため、分解したうえでの駄載や車両・ヘリコプターへの搭載も可能である。

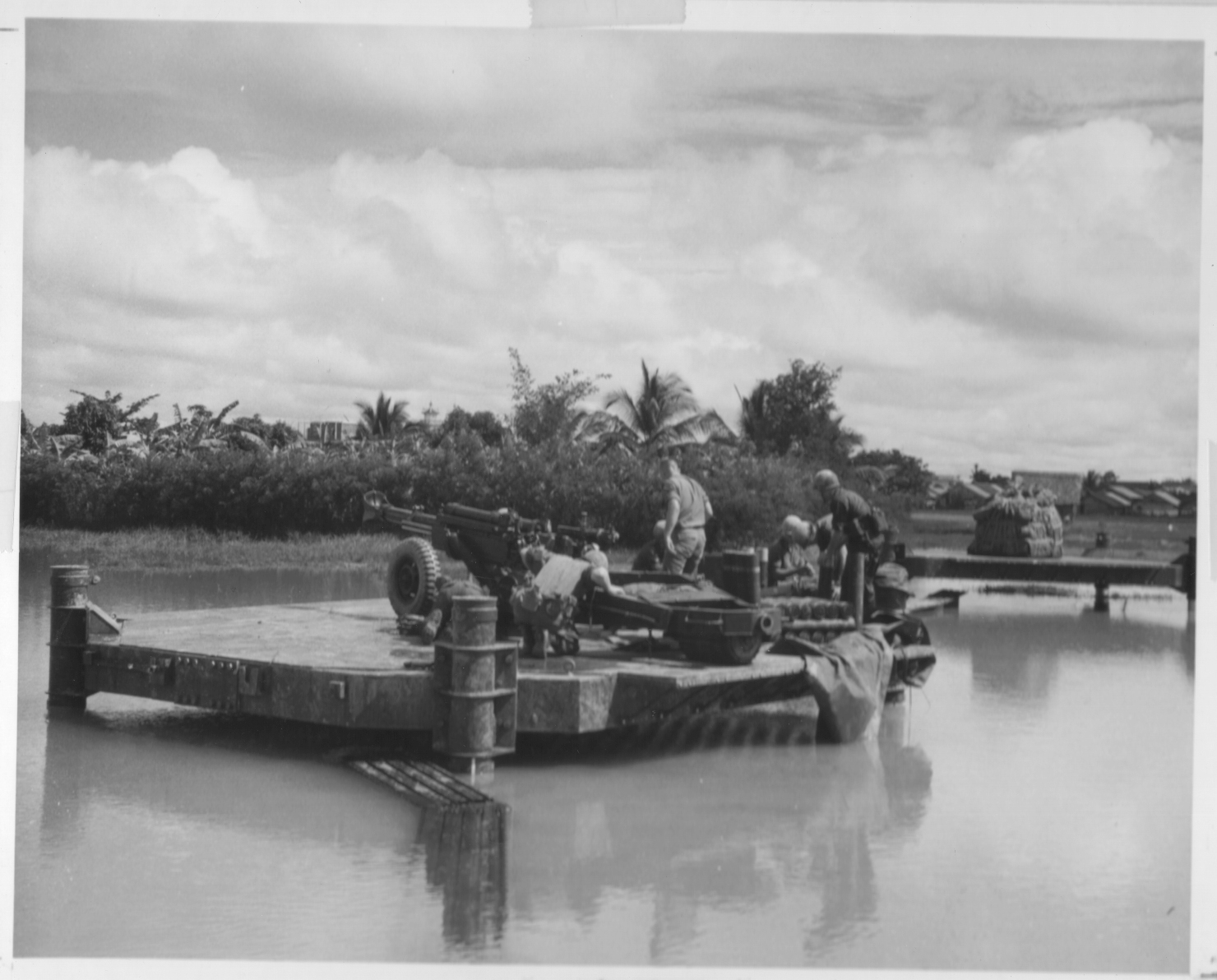
ベトナム戦争中、川に設置された砲台に配備されたM102榴弾砲。砲架後端部の車輪の形状がよく確認できる

M102榴弾砲は砲撃態勢に入る際に、まず車輪を持ち上げて砲架下部のターンテーブルを接地させる。その後、ターンテーブルの穴に合わせて地面に専用の杭を打ち込むことによって、砲を固定する。
一般的な火砲では、砲撃時の反動による砲の後退を抑える駐鋤が装着されている砲架の脚の先端部には、横向きにギア型の補助輪が取り付けられている。これは、砲架左側の水平射撃角調整ハンドルの回転に連動して転がることにより、360°全周囲への水平射撃を容易なものとしている。
ベトナム戦争時には、ヘリコプターによる前線付近への展開が容易な点を活かして、ベトコンや北ベトナム軍と交戦するアメリカ軍ヘリボーン部隊にとって貴重な火力支援を提供した。また、陸上の移動においても、M35 トラックやM561 ガマゴートを始めとする2トン級トラックやハンヴィーなどの軽多目的車両よる牽引が容易であった。さらに、パラシュートを利用した輸送機からの空中投下も容易なものであったため、空挺部隊や軽歩兵部隊においても広く重宝された。
このため、ベトナム戦争後もグレナダ侵攻やパナマ侵攻・湾岸戦争で実戦投入された。しかし、射程は標準榴弾で11km程度と、M101榴弾砲からほとんど進歩していなかったため、1987年からはイギリス製L118 105mm榴弾砲をライセンス生産したM119 105mm榴弾砲への更新が決定され、1989年から更新が始められた。

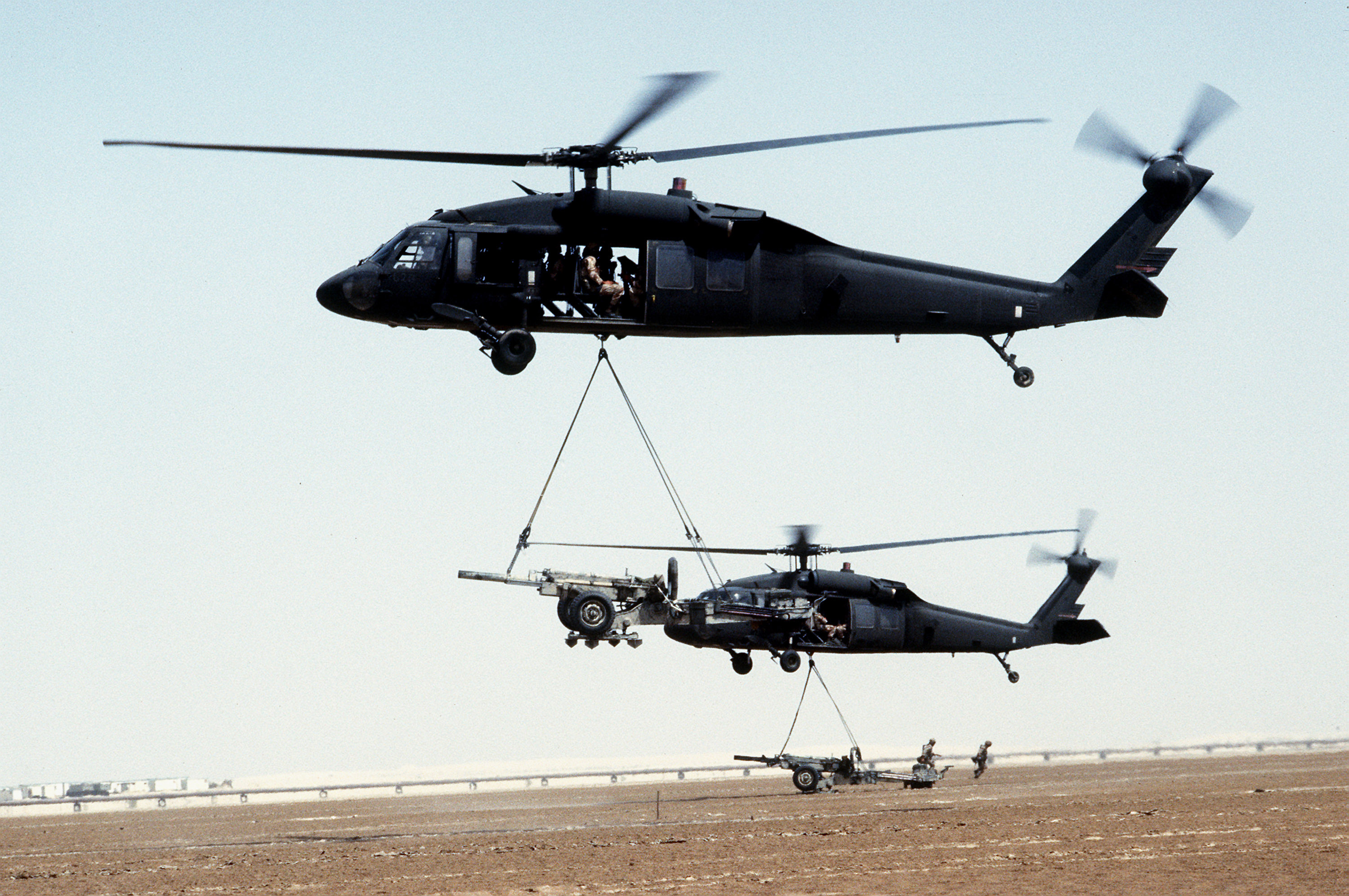
砂漠の盾作戦中、UH-60によりヘリボーン展開されるM102榴弾砲

M102榴弾砲は、米陸軍の第一線部隊からはほぼ姿を消し、各州の陸軍州兵に移管されたが、2001年からのアフガニスタンへの出兵と2003年からのイラク戦争においては、多くの州兵部隊がアフガニスタンやイラクに派遣されるようになった。このため、装備の更新が遅れていた州兵部隊の中には、派遣先にM102榴弾砲を持ち込んだ事例もある。一例として、アーカンソー陸軍州兵の第39歩兵旅団戦闘団が2004年にイラクのCamp Tajiに派遣された際、同旅団所属の第1/206野戦砲兵大隊（第206野戦砲兵連隊第1大隊）が、17門のM102榴弾砲をイラクに持ち込んだ。
しかし、近年では陸軍州兵においてもM119榴弾砲への更新が進められており、上記の第1/206野戦砲兵大隊も2010年にはM119榴弾砲を受領し、習熟訓練を行っている。
アメリカ空軍においては、AC-130 ガンシップの火力強化のため、AC-130Eから機体貨物室左側の後部ランプ付近に1門搭載されるようになった。AC-130Uの近代化改修計画の際に後装式の120mm迫撃砲に換装する案が出されていたが、改修計画自体がキャンセルされたため、当面は運用が続行されるものと推定される。

## 諸元・性能
諸元
- 種別: 榴弾砲
- 口径: 105mm

- 重量: 1,326kg
- 全長: 5.2m
- 全幅: 2m
- 砲員数: 8名

作動機構
- 砲尾: 垂直鎖栓式閉鎖機
- 反動: 液気圧式駐退復座装置
- 砲架: 箱型式脚

性能
- 俯仰角: -5°~+75°
- 旋回角: 360°
- 有効射程: 11,500m
- 最大射程: 15,100m（RAP弾使用時）
- 発射速度: 10発/分（最大）、3発/分（連続射撃時）

砲弾・装薬
- 弾薬: 半完全弾薬筒（105x372mmR）

## ギャラリー

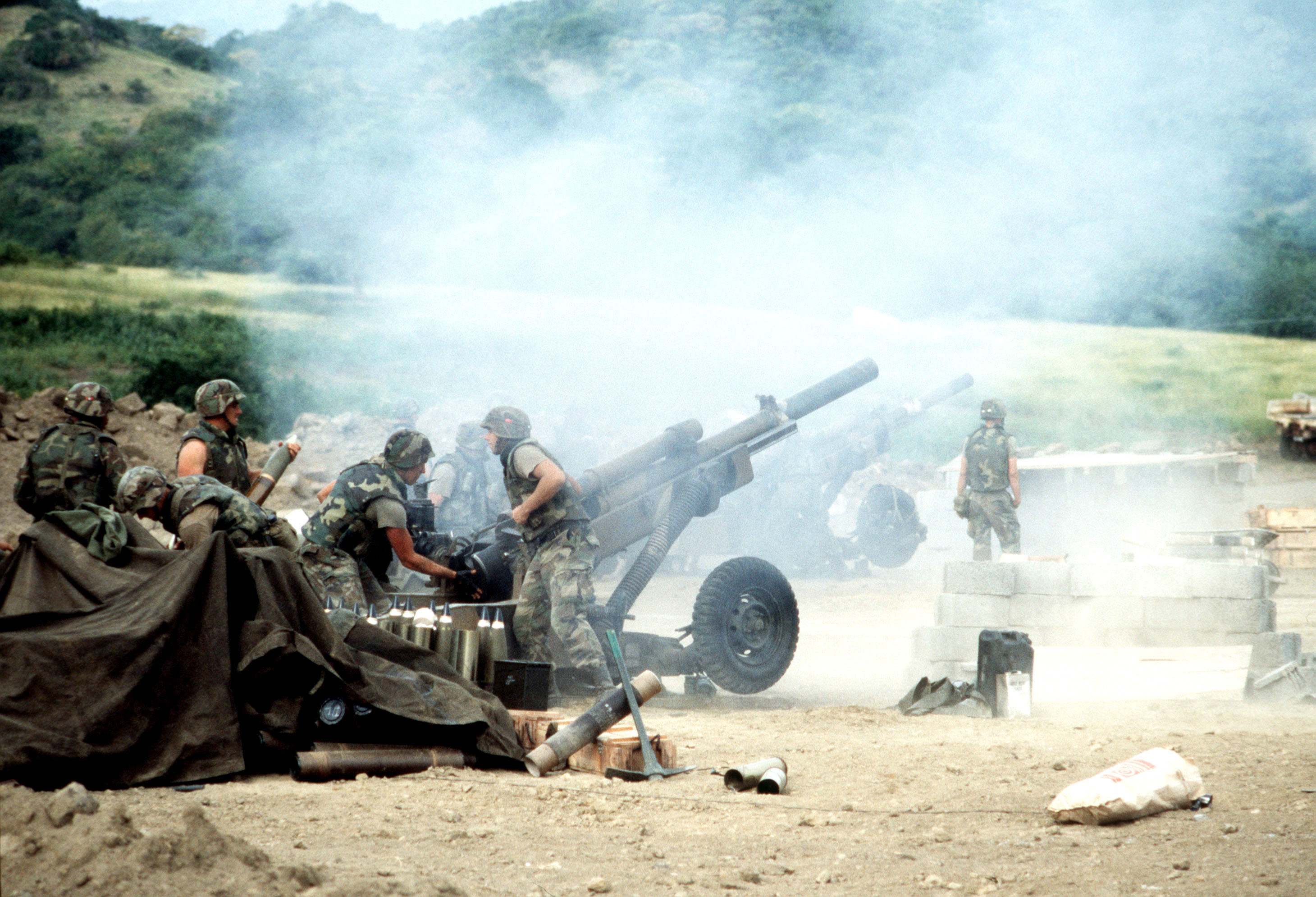
グレナダ侵攻において砲撃を行う、第82空挺師団の砲兵隊
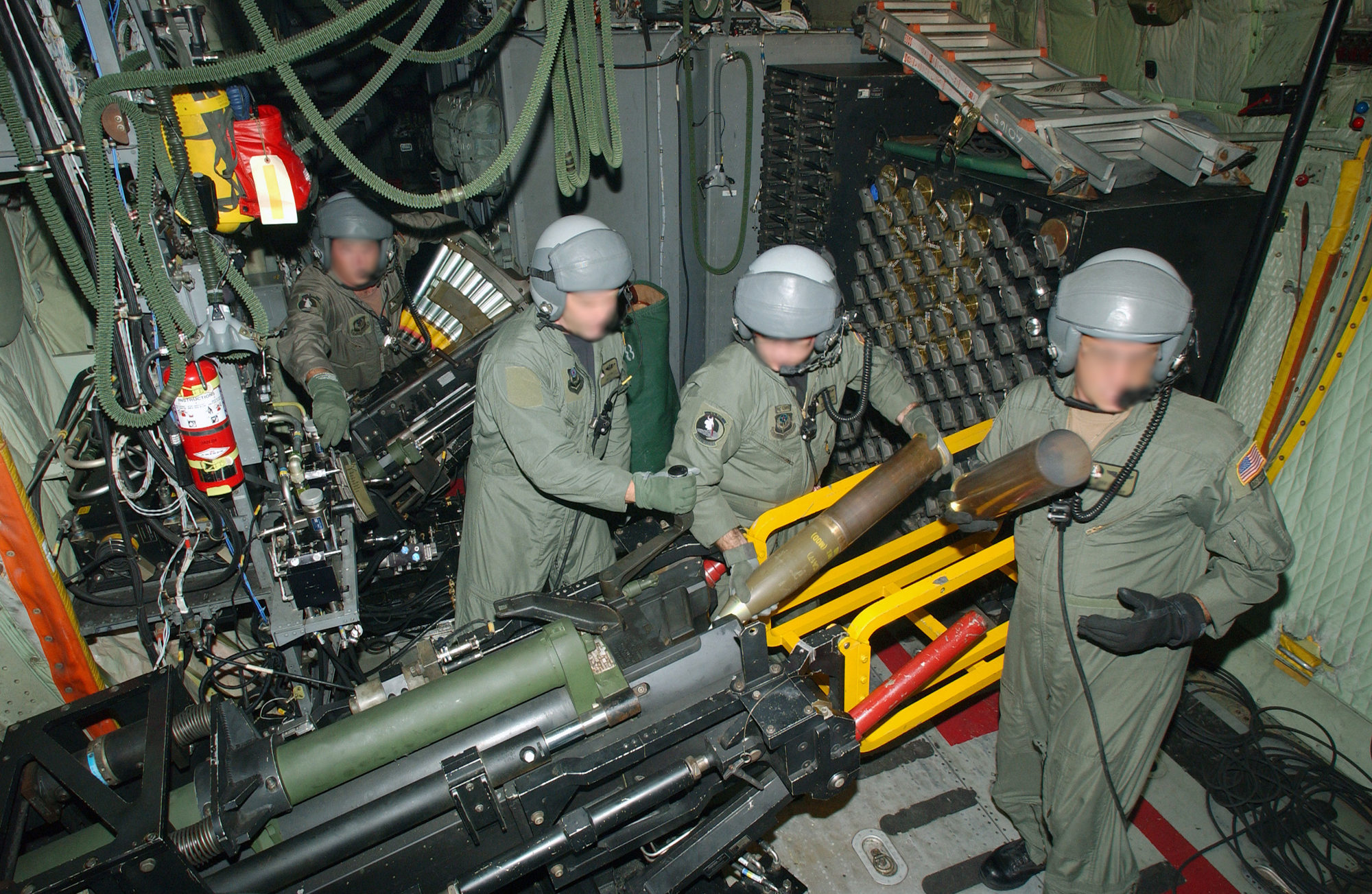
AC-130Uに搭載されたM102榴弾砲（手前）とボフォース 40mm機関砲（奥）の装填手
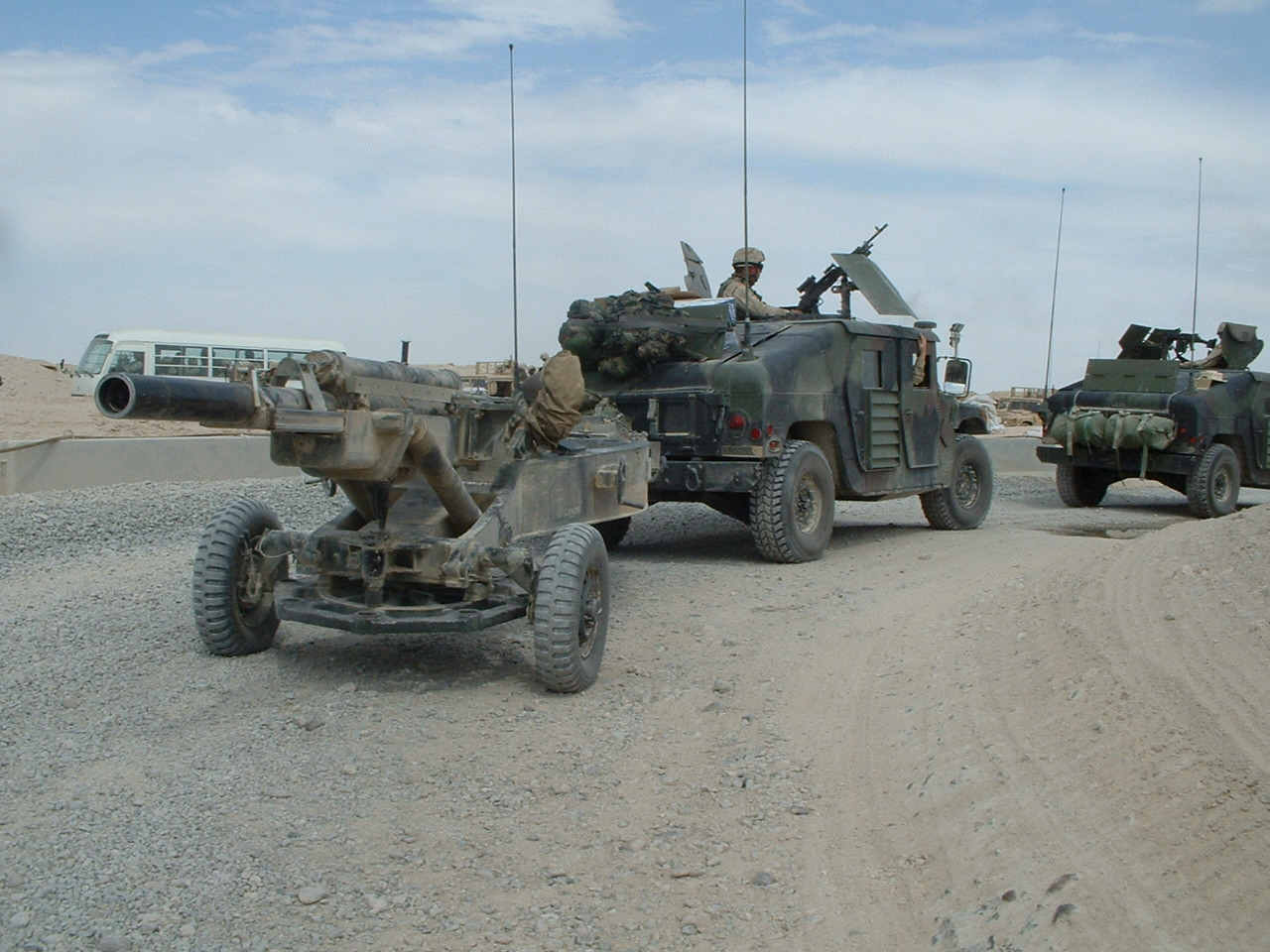
M102榴弾砲を牽引する、第1/206野戦砲兵大隊のM1114装甲ハンヴィー 2004年3月15日、クウェートのキャンプ・ニューヨークからイラクのCamp Tajiへの移動時に撮影
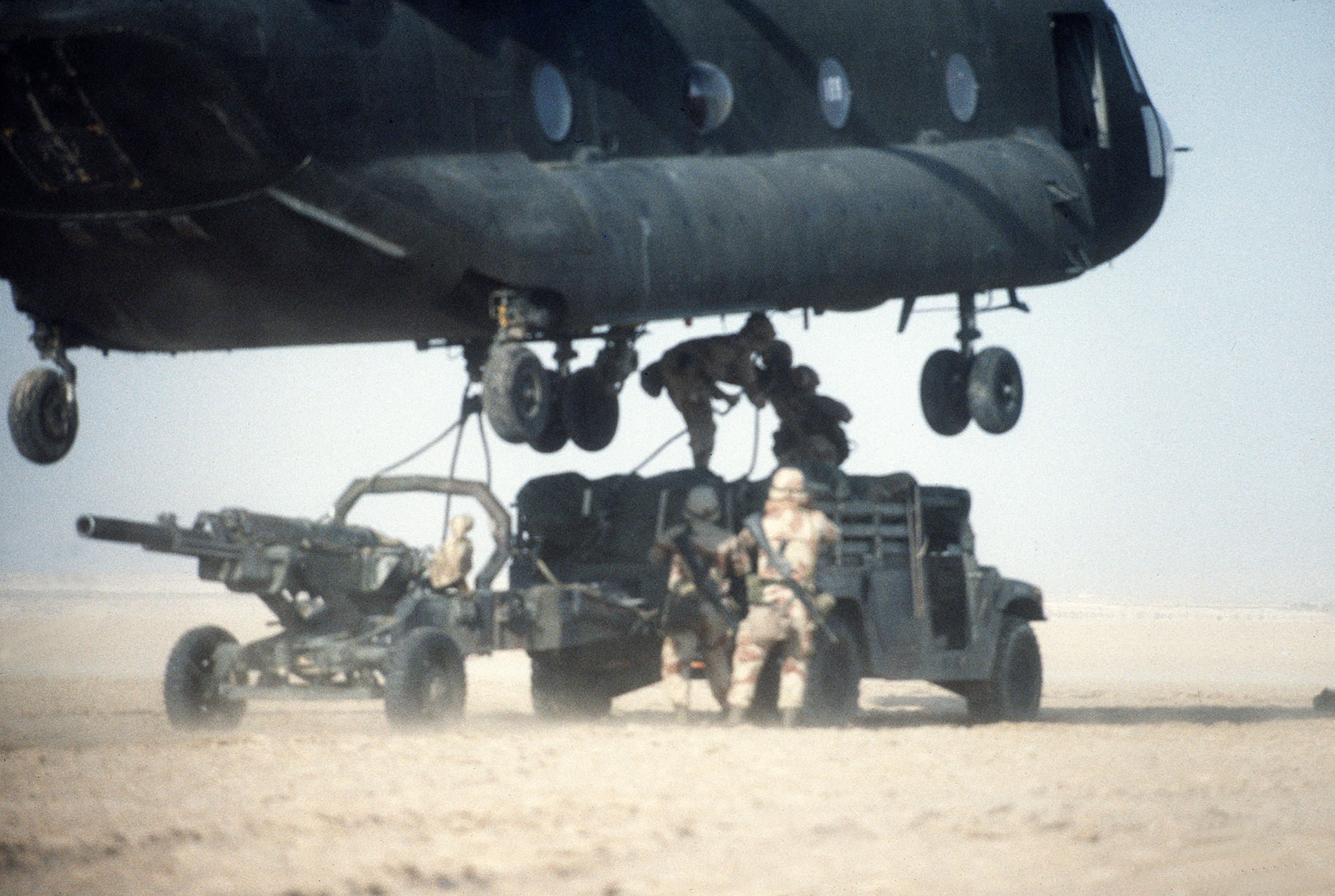
CH-47 チヌークでの吊り下げ輸送準備を行うM102榴弾砲 一緒に写っている車両は、M998貨物・兵員輸送型ハンヴィー

## 採用国
- アメリカ合衆国 - アメリカ陸軍（陸軍州兵のみ）・アメリカ空軍（AC-130の搭載武装）
- ブラジル - ブラジル陸軍
- エルサルバドル - 2024年時点で、エルサルバドル陸軍が36門のM102を保有している[2]。
- フィリピン - フィリピン陸軍
- サウジアラビア - サウジアラビア陸軍
- タイ - タイ王国陸軍
- レバノン - レバノン陸軍
- ホンジュラス - ホンジュラス陸軍
- ウルグアイ - 2024年時点で、ウルグアイ陸軍が8門のM102を保有している[3]。